# Blénod-lès-Pont-à-Mousson
 Blénod-lès-Pont-à-Mousson  es una población y comuna francesa, en la región de Lorena, departamento de Meurthe y Mosela, en el distrito de Nancy y cantón de Dieulouard. Área de 958 Ha.

## Demografía
| 3067 | 3802 | 4074 | 4553 | 4768 | 4899 | 4648 |
| Para los censos de 1962 a 1999 la población legal corresponde a la población sin duplicidades (Fuente: INSEE [Consultar]) |      |      |      |      |      |      |